# Carex planispicata
Carex planispicata là một loài thực vật có hoa trong họ Cói. Loài này được Naczi mô tả khoa học đầu tiên năm 1999.